# البحر الأحمر

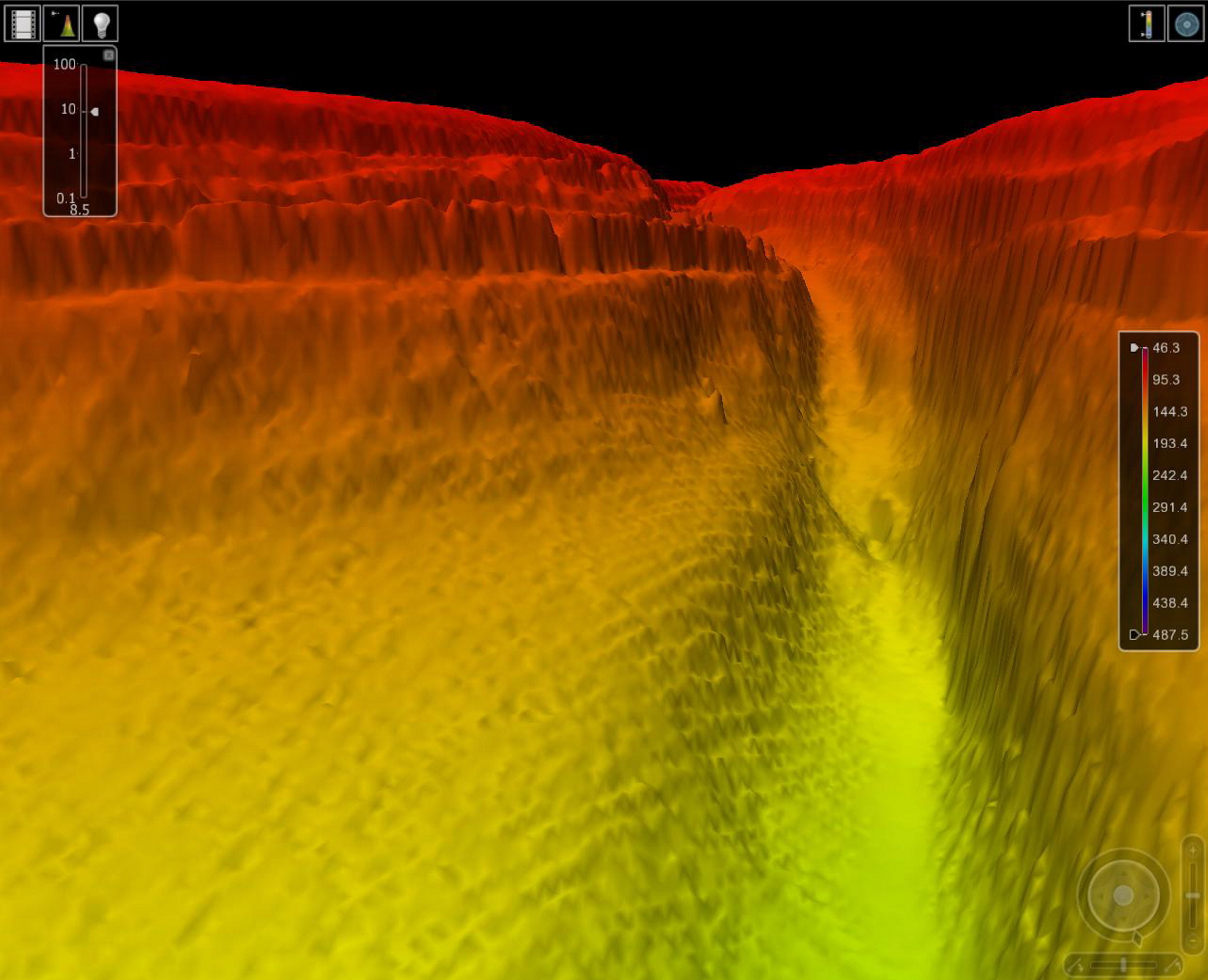
صورة ثلاثية الأبعاد لأخدود عميق بقاع البحر الأحمر اكتشفته إحدى سفن البحرية البريطانية حديثا باستخدام تقنية سونار متطورة

البحر الأحمر أو بحر القُلْزُم أو بحر الحبشة يعدّ هو والخليج العربي مدخل مياه بحر المحيط الهندي، الواقع بين أفريقيا وآسيا. والاتصال مع المحيط في الجنوب من خلال مضيق باب المندب وخليج عدن. وفي الشمال يحده شبه جزيرة سيناء وخليج العقبة وخليج السويس (الذي يؤدي إلى قناة السويس). البحر الأحمر أحد المحميات البيئية التي حددها الصندوق العالمي للحياة البرية وعددها 200.
يقع على جزء من الوادي المتصدع الكبير، تبلغ مساحة البحر الأحمر تقريباً 438,000 كم2. وطوله حوالي 1900 كم، وأوسع نقطة فيه تبلغ 355 كم. أقصى عمق 3,040 متراً، ويبلغ متوسط العمق 490 متراً. ومع ذلك، هناك أيضاً أرصفة ضحلة واسعة النطاق تحظى بالكائنات البحرية والشعاب المرجانية. وهو موطن لأكثر من 1000 نوعٍ من اللافقاريات، و200 نوعٍ من الشعاب المرجانية الصلبة واللينة. وهو من البحار التي تقع شمال المنطقة الاستوائية.

## الاسم

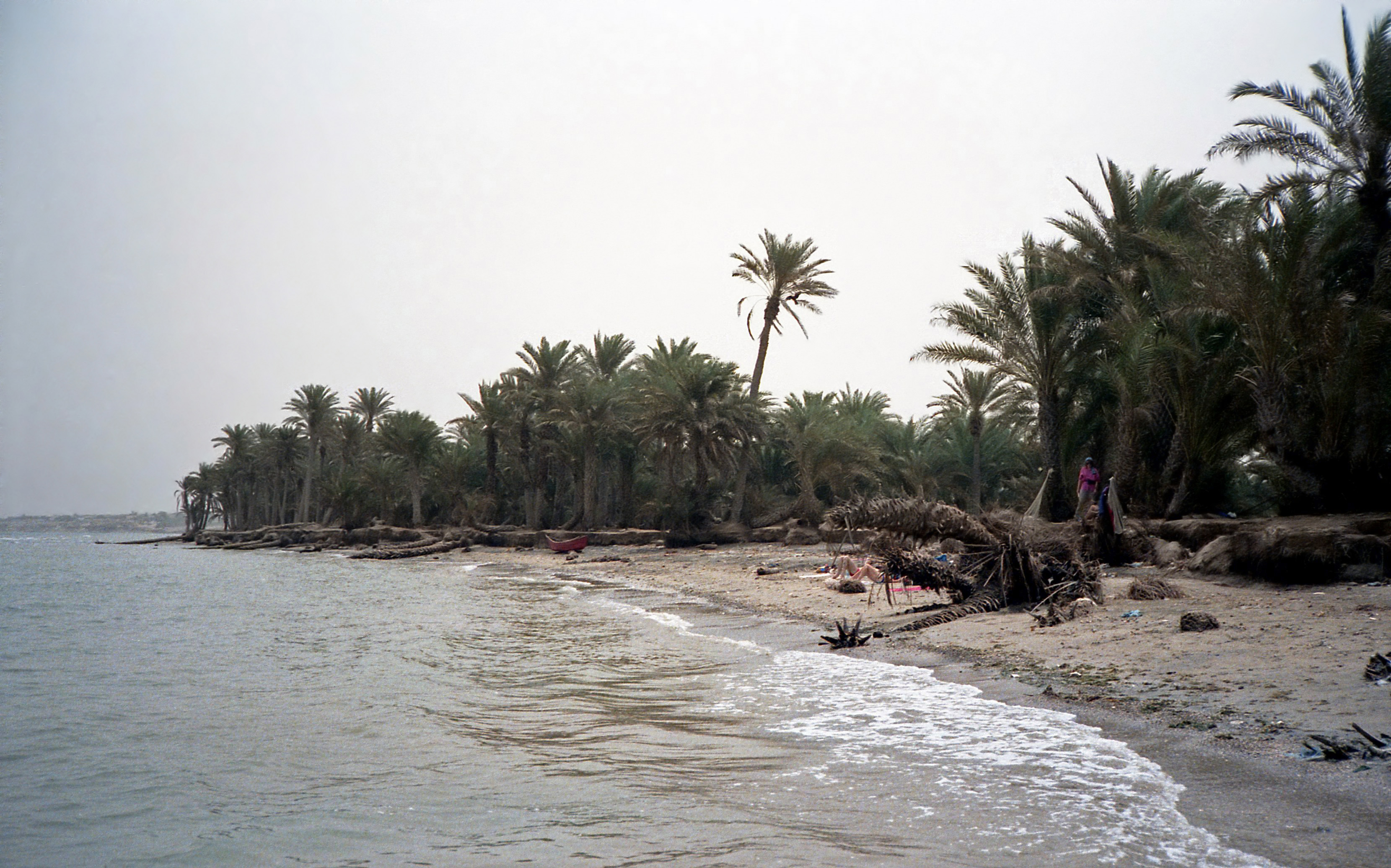
تهامة على ساحل البحر الأحمر بالقرب من مدينة خوخة اليمنية

البحر الأحمر هي ترجمة مباشرة للكلمة اليونانية إريثرا ثالاسا - Ερυθρὰ Θάλασσα واللاتينية مير روبروم - Mare Rubrum (بدلاً من الكلمة سينوس ارابيكوس Sinus Arabicus، التي تعني حرفياً «الخليج العربي»).
وعند العرب قديماً كان يسمى (بحر القلزم)، وكلمة قلزم تعني المضيق وسمي البحر بهذا الاسم نسبة إلى مدينة القلزم، وأسمها القديم كليسما Clysma. وخليج القلزم يعرف في كتب اليونان باسم هيروبوليت Heroopolie. وقد خربت هذه المدينة في القرن 5هـ/11م، وعلى أنقاضها أنشأت مدينة السويس الحالية في القرن 6هـ/12م وسمي الخليج بخليج السويس.
وفي الصومالية يسمى بدّا عَس - Badda Cas والتجرينية غايح باحري - ቀይሕ ባሕሪ.
وقد تكون تسمية البحر مأخوذة من خرائط البرتغالية نظراً إلى خطر الدخول به- erythraeum Trichodesmium - الموسمية الحمراء اللون القريبة من سطح الماء.
وذكر بعض العلماء العصريين نظرية أن الأحمر هو اسم يشير إلى اتجاه الجنوب، كما البحر الأسود قد يشير إلى الشمال. وعلى أساس هذه النظرية بعض اللغات الآسيوية تستخدم أسماء الألوان للإشارة إلى الاتجاهات السماوية. وقد كان هيرودوت في المناسبة الواحدة يستخدم كلمة البحر الأحمر وبحر الجنوب بشكل متبادل.
وقد ارتبط البحر الأحمر مع الكتاب المقدس عند عبور الإسرائيليين له قديماً في عهد موسى، وقد وضحت في ترجمة السبعونية في سفر الخروج من العبرية إلى الكوينه اليونانية في القرن الثالث قبل الميلاد تقريباً في هذا الإصدار، وقد ترجمت (يام صوف - ים סוף - العبرية) لـ (إرثرا ثالاسا - أي البحر الأحمر).
البحر الأحمر أحد الأربعة بحار المسماة باللغة الإنكليزية بعد توحيد أسماء الألوان—والأخرى التي في البحر الأسود، البحر الأبيض والبحر الأصفر.
وتشير كلمة (Erythra thalassa - إرثرا ثالاسا) اليونانية وبالاتينية (Mare Erythraeum - مير إرثريوم) وهي تشير إلى الجزء الشمال الغربي من المحيط الهندي، وكذلك إلى منطقة على سطح المريخ.

## تاريخ البحر الأحمر
إن أول من قام بأول رحلة استكشاف للبحر الأحمر هم قدماء المصريين، لأنهم كانوا يسعَون إلى إقامة الطرق التجارية إلى بلاد البونت. ووقعت إحدى هذه الحملات حوالي 2500 ق.م، وأخرى حوالي 1500 ق.م (بواسطة حتشبسوت). وكانت كلا الرحلتين على طول البحر الأحمر.
وقد ذكر المقدسي في كتابه "أحسن التقاسيم في معرفة الأقاليم: أن بحر القلزم هو البحر الذي طَرَحت فيه أم موسى تابوت موسى لمّا خافت عليه من فرعون. وقد عبر بنو إسرائيل البحر الأحمر برفقة نبي الله موسى كما ورد في القرآن الكريم ﴿فَأَوْحَيْنَا إِلَى مُوسَى أَنِ اضْرِبْ بِعَصَاكَ الْبَحْرَ فَانْفَلَقَ فَكَانَ كُلُّ فِرْقٍ كَالطَّوْدِ الْعَظِيمِ ۝٦٣﴾ [الشعراء:63] ﴿وَلَقَدْ أَوْحَيْنَا إِلَى مُوسَى أَنْ أَسْرِ بِعِبَادِي فَاضْرِبْ لَهُمْ طَرِيقًا فِي الْبَحْرِ يَبَسًا لَا تَخَافُ دَرَكًا وَلَا تَخْشَى ۝٧٧﴾ [طه:77]
في القرن السادس قبل الميلاد، أرسل داريوس الأول من بلاد فارس بعثات الاستطلاع إلى البحر الأحمر، وقد حسن ووسع نطاق التنقل عن طريق تحديد أماكن الكثير من الصخور الخطرة والتيارات المائية.
وقد تم بناء قناة بين النيل والطرف الشمالي للبحر الأحمر عند مدينة السويس.
أرسل الإسكندر الأكبر في أواخر القرن الرابع ق.م رحلات يونانية بحرية لأسفل البحر الأحمر تجاه المحيط الهندي. واصل البحارة اليونانيين استكشاف وجمع البيانات من البحر الأحمر. جمع المؤرخ اغاثارشيدس المعلومات حول البحر في القرن الثاني ق.م. يبين الدليل "Periplus of the Erythraean Sea" الذي كتب بواسطة الأغريق في القرن الأول وصف تفصيلي لموانئ البحر الأحمر والطرق البحرية. يصف أيضاً كيف اكتشف هبالوس لأول مرة الطريق المباشر من البحر الأحمر إلى الهند.
كان البحر الأحمر المفضل للتجارة الرومانية مع الهند بدءاً من عهد الإمبراطور أغسطس، عندما كانت الإمبراطورية الرومانية تسيطر على البحر المتوسط ومصر وشمال البحر الأحمر. وقد كان يستخدم الطريق من جانب الدول السابقة ولكن زادت في حجم حركة المرور في ظل الرومان. قدمت السلع الصينية من الموانئ الهندية إلى العالم الروماني. يعتمد الاتصال بين روما والصين على البحر الأحمر، ولكن تم كسر الطريق من قبل إمبراطورية أكسوم في القرن الثالث الميلادي تقريبا.
خلال العصور الوسطى، كان البحر الأحمر جزءاً هاماً من طريق تجارة التوابل، فكان البحر الأحمر مدخلاً لتجميع السلع الشرقية وغيرها، حيث تنتقل إلى عدن ثم السويس أو عيذاب والقيصر في الغرب، لتحمل براً في القوافر فتذهب إلى القاهرة ثم الأسكندرية أو دمياط، لينتهي المطاف بها إلى البندقية وجنوة لتوزع على تجار التجزئة الأوروبيين. وقد سيطر المماليك على الشام ومصر والحجاز وبعض أجزاء اليمن في نهاية العصور الوسطى بين 1250-1517م مما مكنهم من ربح أموال طائلة بسبب الضرائب الكثيرة التي يفرضونها على السلع لتمر من أراضيهم، وقد حصروا تجارة التوابل لهم فقط.
في عام 1513، فرض ألفونسو دي ألبوكيرك الحصار على عدن لمحاولة تأمين تلك الطريق إلى البرتغال. لكنه اضطر إلى التراجع. وطاف البحر الأحمر داخل باب المندب، وكان الأسطول الأوروبي أول من أبحر في هذه المياه.
عام 1798، أمرت فرنسا القائد بونابرت على اجتياح مصر والسيطرة على البحر الأحمر. ورغم أنه فشل في مهمته، فإن المهندس جان باتيست لوبير، الذي شارك في هذه المهمة اعاد فكرة القناة الذتي كانت متصورة في عهد الفراعنة. تم بناء العديد من القنوات في العصور القديمة من النيل إلى البحر الأحمر على طوله أو بالقرب من خط قناة المياه الحلوة الحالية، ولكنها لم تدم لفترة طويلة.
وكان فتح قناة السويس في نوفمبر 1869. في ذلك الوقت تقاسم البريطانيون، الإيطاليون والفرنسيون المراكز التجارية. وتم تفكيك هذه المراكز تدريجياً في أعقاب الحرب العالمية الأولى. بعد الحرب العالمية الثانية، سيطرت نفوذ الأميركيين والسوفيات في حجم حركة ناقلات النفط المكثفة. ومع ذلك، فإن حرب الأيام الستة بلغت ذروتها في إغلاق قناة السويس في ما بين 1967 حتي 1975. اليوم، على الرغم من الدوريات التي تقوم بها أساطيل البحرية الكبرى في مياه البحر الأحمر وقناة السويس لم تتخلص من سيادتها على المسار الأخضر، والتي يعتقد أنها أقل عرضة للخطر.

## في علم المحيطات

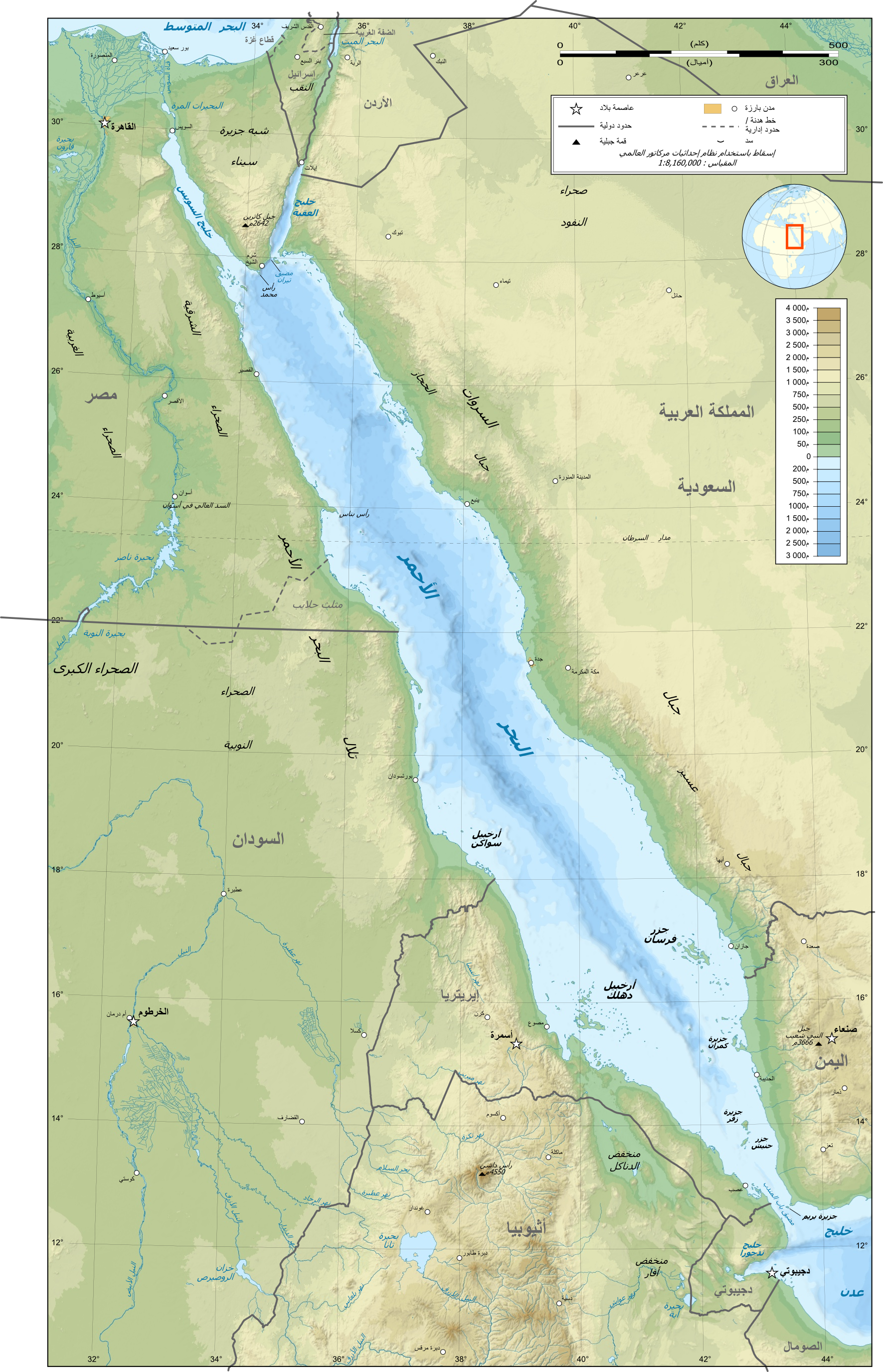
خريطة أعماق البحر الأحمر

يقع البحر الأحمر بين الأراضي القاحلة، الصحراوية وشبه الصحراوية. والأسباب الرئيسية لأفضل نمو للشُعب المرجانية على طول البحر الأحمر هو بسبب الأعماق وكفاءة نمط التوزيع للمياه، مياه البحر الأحمر تتبدل مع مياه البحر العربي والمحيط الهندي عبر خليج عدن. وهذه العوامل الطبيعية تقليل تأثير الملوحة العالية التي يسببها تبخر المياه في الشمال وسخونة المياه نسبيا في الجنوب.
مناخ البحر الأحمر هو نتيجة لرياح موسمية لفصلين مختلفين؛ الرياح الموسمية الشمالية الشرقية والرياح الموسمية الجنوبية الغربية. وتحدث الرياح الموسمية بسبب فرق الحرارة بين سطح الأرض والبحر. درجات الحرارة السطحية العالية جداً والمرتبطة بالملوحة العالية يجعل البحر الأحمر واحداً من مياه البحار في العالم الأكثر سخونة وملوحة. متوسط درجة حرارة المياه السطحية في البحر الأحمر خلال الصيف حولي 26 درجة مئوية (79 درجة فهرنهايت) في الشمال و30 درجة مئوية (86 درجة فهرنهايتية) في الجنوب، مع الاختلاف 2 درجة مئوية (3.6 درجة فهرنهايت) تقريباً خلال أشهر الشتاء. مجمل متوسط درجات حرارة الماء 22 درجة مئوية (72 درجة فهرنهايت). يعدّ هطول الأمطار فوق البحر الأحمر وسواحله منخفض جداً، حيث يبلغ متوسطه 0.06م في السنة. معظم المطر في شكل زخات في فترات قصيرة، غالباً ما ترتبط مع عواصف رعدية وأحياناً مع العواصف الترابية. قلة الأمطار وعدم وجود مصدر للمياه العذبة إلى لبحر الأحمر نتج تبخر فائض يصل إلى 205 سم سنوياً وملوحة عالية مع التغيرات الموسمية. ووجدت مؤخراً بعثة الاستكشاف تحت الماء في البحر الأحمر عند شواطئ كل من السودان وإريتريا  أن درجات حرارة المياه السطحية 28 درجة مئوية في فصل الشتاء وتصل إلى 34 درجة مئوية في الصيف، ولكن على الرغم من الحرارة الشديدة فإن حياة الكثير من الأسماك كانت صحية مع الشعاب المرجانية مع علامات نادرة لتبييض الشعب المرجانية، وهناك خطط لاستخدام عيّنات من هذه الشعاب على ما يبدو لحرارة مكيفة والتعايش مع الطحالب لانقاذ الشعب المبيضة في الأماكن أخرى.

### الملوحة
البحر الأحمر أحد أكثر المياه ملوحة في العالم، وذلك بسبب نسبة التبخر العالية. تتراوح الملوحة ما بين ~ 36 ‰ في الجزء الجنوبي نظرًا لتأثير مياه خليج عدن، وتصل إلى 41 ‰ في الجزء الشمالي، ويرجع ذلك أساسًا إلى مياه خليج السويس، والتبخر العالي. حيث يبلغ متوسط الملوحة 40 ‰. (متوسط ملوحة مياه البحر في العالم هو ~ 35 ‰ على مقياس الملوحة العملي، وهذا يتحول إلى 3.5 ٪ أملاح منحلة فعلية)

### نطاق المد والجزر
يتراوح المد عامّة ما بين 0.6 م في الشمال، بالقرب من مدخل خليج السويس و0.9 م في الجنوب بالقرب من خليج عدن ولكنه يتقلب بين 0.20 متر و0.30 م بعيداً عن نقطة المحور. في وسط البحر الأحمر (منطقة جدة) أقل منطقة مد وجزر تقريباً، وبالتالي فأن التغير السنوي لمستوى الماء تكون أكثر أهمية. بسبب المد والجزر ذا النطاق الصغيرة فإن المياه خلال ارتفاع المد تغرق السبخات الساحلية طبقة رقيقة من الماء تصل إلى بضع مئات من الأمتار بدلاً من أن تغرق السبخات من خلال شبكة من القنوات. ومع ذلك، قد تغطي مياه البحيرة المالحة السبخات المجاورة بقدر 3 كيلومتر (2 ميل) في جنوب مدينة جدة في منطقة الشعيبة بينما شمال مدينة جدة في منطقة وادي الخرار تغطي السبخات بطبقة رقيقة من المياه حتى 2 كم. إن الرياح الشمالية والشمالية الشرقية السائدة تؤثر على حركة المياه في مداخل المناطق الساحلية المجاورة للسبخات، وخاصة خلال العواصف. إن الشتاء يعني أن مستوى سطح البحر عند 0.5 م أي أعلى مما كانت عليه في الصيف. إن سرعة المد والجزر الذي يمر عبر المضايق الناجمة عن الشعب المرجانية وأشرطة الرمال والجزر المنخفضة عادة تتجاوز 1-2 م / ث. تتواجد الشعاب المرجانية في البحر الأحمر بالقرب من مصر والسعودية وفلسطين والسودان.

### التيارات المائية

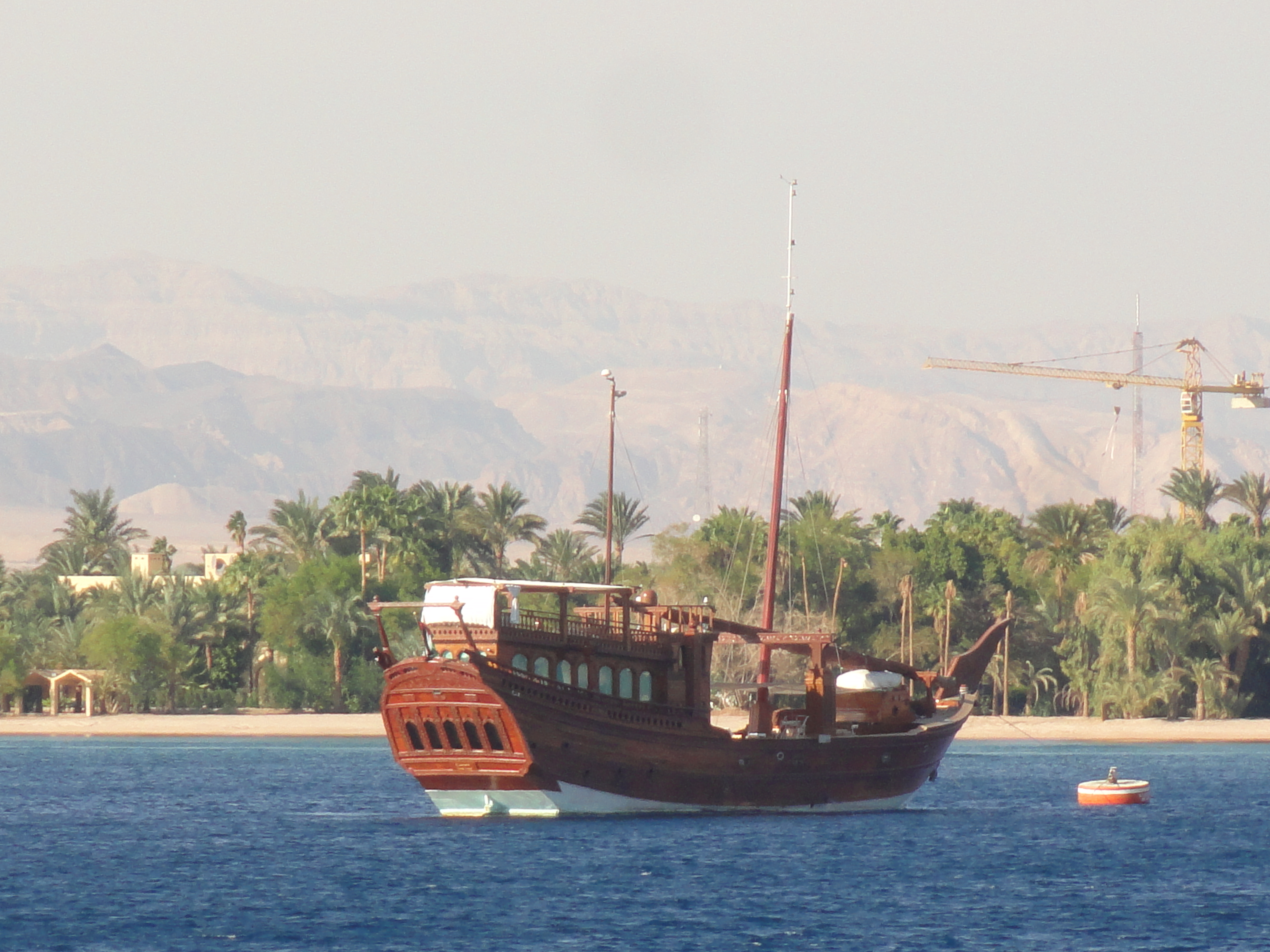
سفينة خشبية راسية في ميناء العقبة القديم

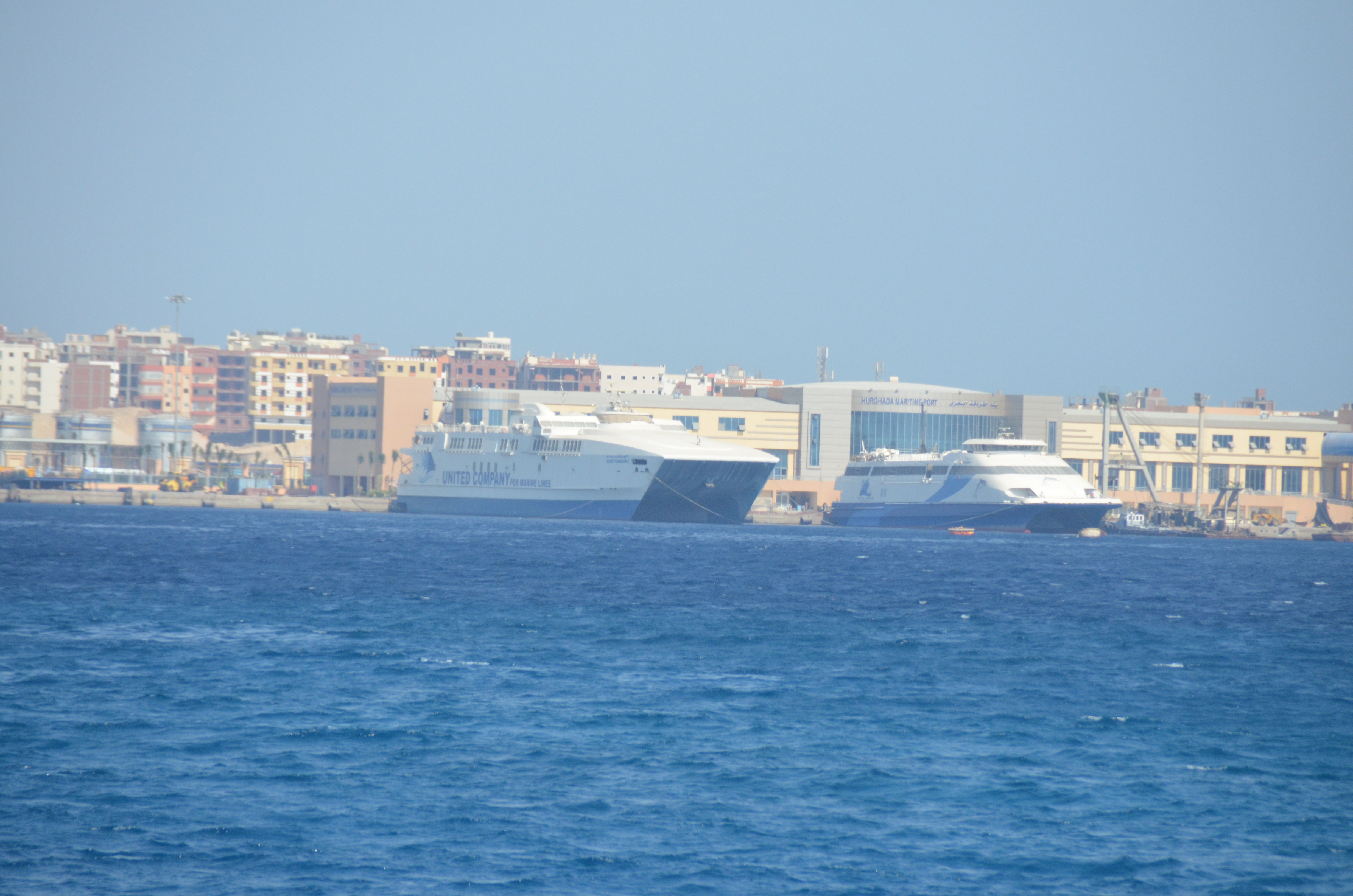
عبّارتان في ميناء الغردقة

إن البيانات التفصيلية للتيارات في البحر الأحمر قليلة وناقصة لأنها ضعيفة ومتغيرة لكل من المكان والزمان على حد سواء. إن اختلاف الزمان والمكان للتيارات هو منخفضة بمقدار0.5 م وتتحكم بها الرياح. خلال فصل الصيف تقود الرياح الشمالية الغربية سطح المياه جنوباً لأربعة أشهر بسرعة 15-20 سم / ثانية، بينما في فصل الشتاء يتم التدفق بالعكس مما يؤدى إلى تدفق المياه من خليج عدن إلى البحر الأحمر. تكون القيمة الصافية لآخر مسيطرة تسفر عن الانجراف الكلي إلى الطرف الشمالي للبحر الأحمر. عموماً، سرعة تيارات المد والجزر ما بين 50-60 سم / ثانية مع حد أقصى قدره 1 م / ث (3.3 قدم) عند مصب بحيرة الخرار المالحة. ومع ذلك، فإن نطاق التيارات الشمالية-الشمال شرقية، على طول الساحل السعودي 8-29 سم / ثانية.

### حركة الرياح
يتعرض كل من البحر الأحمر وخليج عدن لتأثيرات الرياح العادية والموسمية العكسية، باستثناء الجزء الشمالي من البحر الأحمر التي تهيمن عليها الرياح الشمالية الغربية المستمرة بسرعة تتراوح ما بين 7 كم / ساعة و12 كم / ساعة. تتميز حركة الرياح الموسمية والإقليمية لتغيرات في السرعة والاتجاه مع زيادة عامة لمتوسط السرعة شمالاً.
تعدّ الرياح في البحر الأحمر هي القوة الدافعة لنقل المواد إما بالتعليق أو حمولة القاع.تلعب التيارات المسبب لها الهواء دوراً هاماً للبحر الأحمر في عملية إعادة تعليق رواسب قاع البحر ونقل المواد من مواقع الإغراق إلى مواقع الدفن في بيئة هادئة معزولة.

## الجيولوجيا

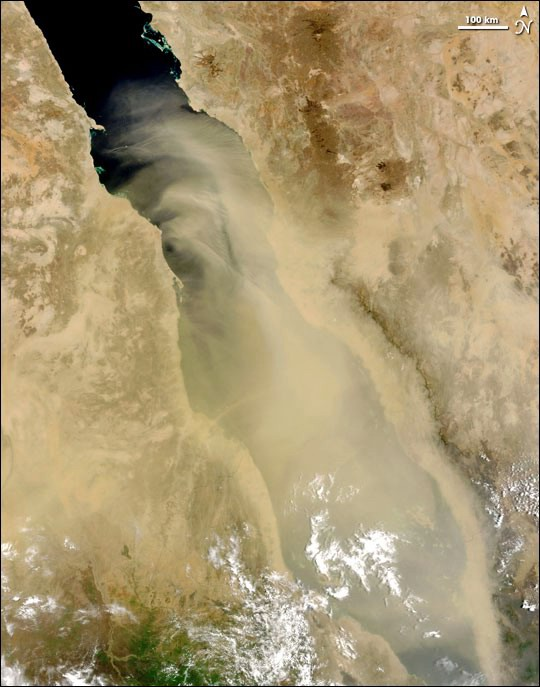
عاصفة رملية فوق البحر الأحمر

تم تشكيل البحر الأحمر عن طريق عزل شبه الجزيرة العربية عن أفريقيا بسبب حركة الصدع الموجود في البحر الأحمر. بدأ هذا الانقسام في العصر الإيوسين وتسارع خلال العصر الإوليجوسيني. ولا يزال البحر يأخذ بالاتساع ويعتقد أن البحر سيصبح محيطًا يوماً ما (كما هو مقترح في نموذج جون توزو ويلسون).
حدث إغلاق لباب المندب في بعض الأحيان خلال فترة العصر الثلاثي وقد تبخرت مياه البحر الأحمر مكونة حوضًا فارغًا جافًّا وحارًّا لطبقة ملحية.الآثار التي قد تسبب هذه على النحو التالي:
- «سباق» بين اتساع البحر الأحمر وانفجار بركان جزيرة بريم ليملأ باب المندب بالحمم البركانية.
- خفض مستوى سطح البحار في العالم خلال العصر الجليدي بسبب الكميات الكبيرة من المياه المحتجزة في القمم الجليدية.

اليوم درجات حرارة المياه السطحية تبقى ثابتة نسبياً عند 21-25 درجة مئوية (70-77 درجة فهرنهايت) وتظل الرؤية جيدة لحوالي 200 متر (656 قدم)، ولكن المعروف أن للبحر رياح قوية وتيارات محلية لا يمكن التنبؤ بها.
فيما يتعلق بالملوحة، يعدّ البحر الأحمر أكثر من المتوسط العالمي، ما يقرب من 4 بالمئة. ويرجع ذلك إلى عدة عوامل:
1. ارتفاع معدل التبخر والأمطار قليلة جداً.
2. عدم وجود أنهار كبيرة أو جداول تصب في البحر.
3. اتصال محدود مع المحيط الهندي، والذي يعدّ أقل ملوحة.

يزداد عدد الجزر البركانية وسط البحر. ومعظمها - بالطبع - خامل، ولكن في 2007 ثار بركان جزيرة جبل الطير بعنف.

## الموارد الحية

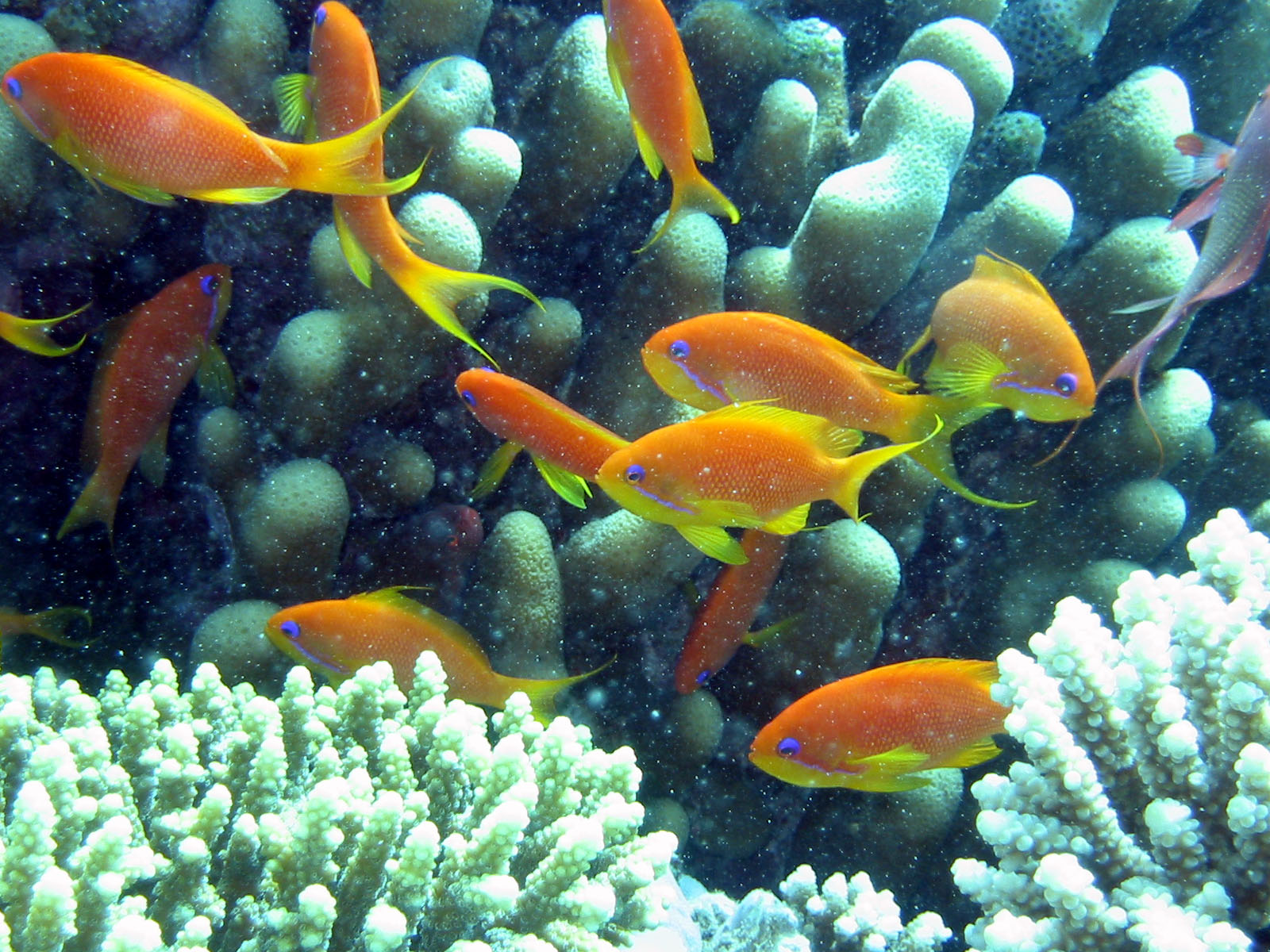
مرجان وأسماك البحر الأحمر

يعدّ البحر الأحمر نظام بيئي غني ومتنوع. حيث يوجد أكثر من 1200 نوع من الأسماك التي سجلت  في البحر الأحمر، ويوجد حوالي 10 ٪ منها لاتوجد في الأماكن الأخرى. وهذا يشمل أيضاً 42 نوعاً من أسماك المياه العميقة.
يعود التنوع الغني جزئياً إلى 2000 كيلومتر (1240 ميل) من الشعاب المرجانية على امتداد سواحلها، وعمر هذه الشعاب المتاخمة يتراوح ما بين 5000-7000 سنة وتتشكل في معظمها من acropora وporites الصخرية المرجانية. تشكل الشعاب ارصفة وأحياناً بحيرات ملحية على طول الساحل وأحياناً عرضية كالاسطوانات (كما في البلو هول Blue Hole في منتجع دهب). وتزور هذه الشعاب الساحلية أيضاً أنواع من اسماك البحر الأحمر، تشمل 44 نوعاً من أسماك القرش.
البحر الأحمر يحتوي أيضاً على العديد من الشعاب الشاطئية تشمل الجزر المرجانية عديدة. العديد من الشعاب الشاطئية الغير عادية شكلت بتحدي تقليدي (مثل الداروينية) لمخططات شعب مرجانية مصنفة، ونسبت عموماً إلى مستويات عالية من النشاط التكتوني التي تتميز بها المنطقة.
أن التنوع الحيوي الخاص للمنطقة معترف به من قبل الحكومة المصرية، فقد أقامت محمية رأس محمد الوطنية في عام 1983. القواعد واللوائح التي تنظم هذا المجال هي لحماية الحياة البحرية المحلية، التي أصبحت تجذب أعداداً كبيرة من هواة الغطس.
ينبغي على الغواصين وغواصي قصبة التنفس أن يدركوا أن بالرغم من أن معظم الكائنات الحية التي في البحر الأحمر حميدة، إلا أن عدداً قليلاً منها تشكل خطراً على البشر.
إن الموائل البحرية الأخرى تشمل الحشائش البحرية والسبخات، والأيكة الساحلية والمستنقعات المالحة.

## الموارد المعدنية
فيما يتعلق بالموارد المعدنية المكون الرئيسية لرواسب البحر الأحمر، هي على النحو التالي:
- المكونات الاحيائية:

المستحاثات الدقيقة، المنخربات، جناحيّات الأقدام، الحفريات السيليكونية.
- المكونات البركانية:

الطفة البركانية، الرماد البركاني، المونتموريلونايت، الكريستوبليت، زيولايت.
- المكونات البرية:

الكوارتز، الفلدسبار، شظايا صخرية، الميكا، والمعادن الثقيلة والمعادن الطينية.
- المعادن مكانية التكوين:

كبريتيد المعادن، أراجونيت، مغنيسيوم الكالسيت، بروتودولوميت، الدولوميت، الكوارتز والعقيق.
- معادن الرواسب التبخرية:

المغنسيت، الجبس، الأنهيدريت، الهاليت، الهالات المتعددة.
- محاليل المالحة المترسبة:

مونتموريلونايت الحديد، الغوثيت، الشاذنج، السيدريت، رودوكروزيت، البيريت، سفاليريت، الأنهيدريت.

## قضايا أمنية
البحر الأحمر هو جزء هام في طرق الشحن بحري بين أوروبا، الخليج العربي وبحر العرب وصولاً إلى شرق آسيا. وتواجه المنطقة الجنوبية للبحر قرب خليج عدن عمليات للقرصنة الصومالية.
الجهات الحكومية التي تشرف على البحر هي الهيئة العامة لمواني بورسعيد، هيئة قناة السويس والهيئة العامة لموانيء البحر الأحمر التي تديرها الحكومة المصرية، السلطة البحرية الأردنية، المؤسسة العامة للموانئ في السعودية والهيئة السعودية للبحر الأحمر، هيئة الموانئ البحرية السودانية، مؤسسة موانئ البحر الأحمر اليمنية وهيئة الموانئ البحرية الإسرائيلية

## السياحة
يُعدّ البحر الأحمر من أبرز الوجهات السياحية البحرية في العالم، نظرًا لما يتمتع به من تنوع بيولوجي غني، ومياه دافئة صافية، وشعاب مرجانية تمتد على آلاف الكيلومترات حيث تجذب ملايين الزوار سنويًا، خصوصًا من هواة الغوص والرياضات المائية والاستجمام، وأصبح وجهة مشهورة للغوص بعد حملات هانز هاس في الخمسينات، وبعد ذلك جاك إيف كوستو.

#### وجهات الغوص
يشتهر البحر الأحمر بمواقع غوص عالمية مصنفة بين الأجمل في العالم، وتنتشر على سواحله في عدة دول، من أبرزها:
- مصر: محمية رأس محمد، حطام السفينة الحربية البريطانية (SS Thistlegorm)، شعاب إلفينستون، جزيرة الأخوين، ريف الدولفين، والجزيرة الصخرية
- السودان: شعاب سناجانيب، أبينجتون، شعاب رومي، انجروش.
- السعودية: جزر فرسان، شواطئ أملج والوجه، جزيرة شيبارة، خليج ينبع.

#### المنتجعات والمشاريع السياحية
تتنوع المنتجعات السياحية على امتداد سواحل البحر الأحمر، وتشمل:
- مصر: الغردقة، الجونة، سفاجا، مرسى علم، شرم الشيخ، دهب، طابا.
- الأردن: مدينة العقبة.
- السعودية: مشاريع سياحية حديثة ضمن رؤية السعودية 2030[22]، ويُركز على السياحة الفاخرة المستدامة مع الاهتمام بالحفاظ على البيئة البحرية والشعاب المرجانية الفريدة في المنطقة[23]، من أبرزها:
  - مشروع البحر الأحمر: وجهة سياحية فاخرة ومستدامة على الساحل الغربي للمملكة، تضم أرخبيلًا يضم أكثر من 90 جزيرة والمنتجعات الفاخرة مثل شيبارة[24]، وعددًا من المنتجعات، ومطار البحر الأحمر الدولي لاستقبال الزوار مباشرة من مختلف أنحاء العالم الذي افتُتح عام 2023.[25]
  - مشروع أمالا: وجهة للرفاهية والصحة والعافية تمتد على طول الساحل الشمالي الغربي، وتُركز على السياحة الثقافية والطبية.[26]
  - جزيرة سندالة: أولى الوجهات البحرية لمشروع نيوم، مخصصة لليخوت والمراسي الفاخرة، وافتتحت جزئيًا عام 2024.[27]

#### التحديات البيئية والأمنية
رغم جاذبيته السياحية، تشهد بعض المناطق الجنوبية من البحر الأحمر، لاسيما قرب السواحل الصومالية واليمنية، تهديدات أمنية مرتبطة بالقرصنة، ما يؤثر على الملاحة والسياحة في تلك الأجزاء.
كما شهدت بعض الوجهات مثل شرم الشيخ في مصر حوادث نادرة لهجمات القروش، ما دفع السلطات إلى إغلاق بعض الشواطئ مؤقتًا عام 2010. وأُرجعت هذه الحوادث إلى عوامل مثل الإفراط في الصيد، والتغيرات البيئية، وجغرافيا البحر ذات الانحدار الحاد والعمق الكبير.

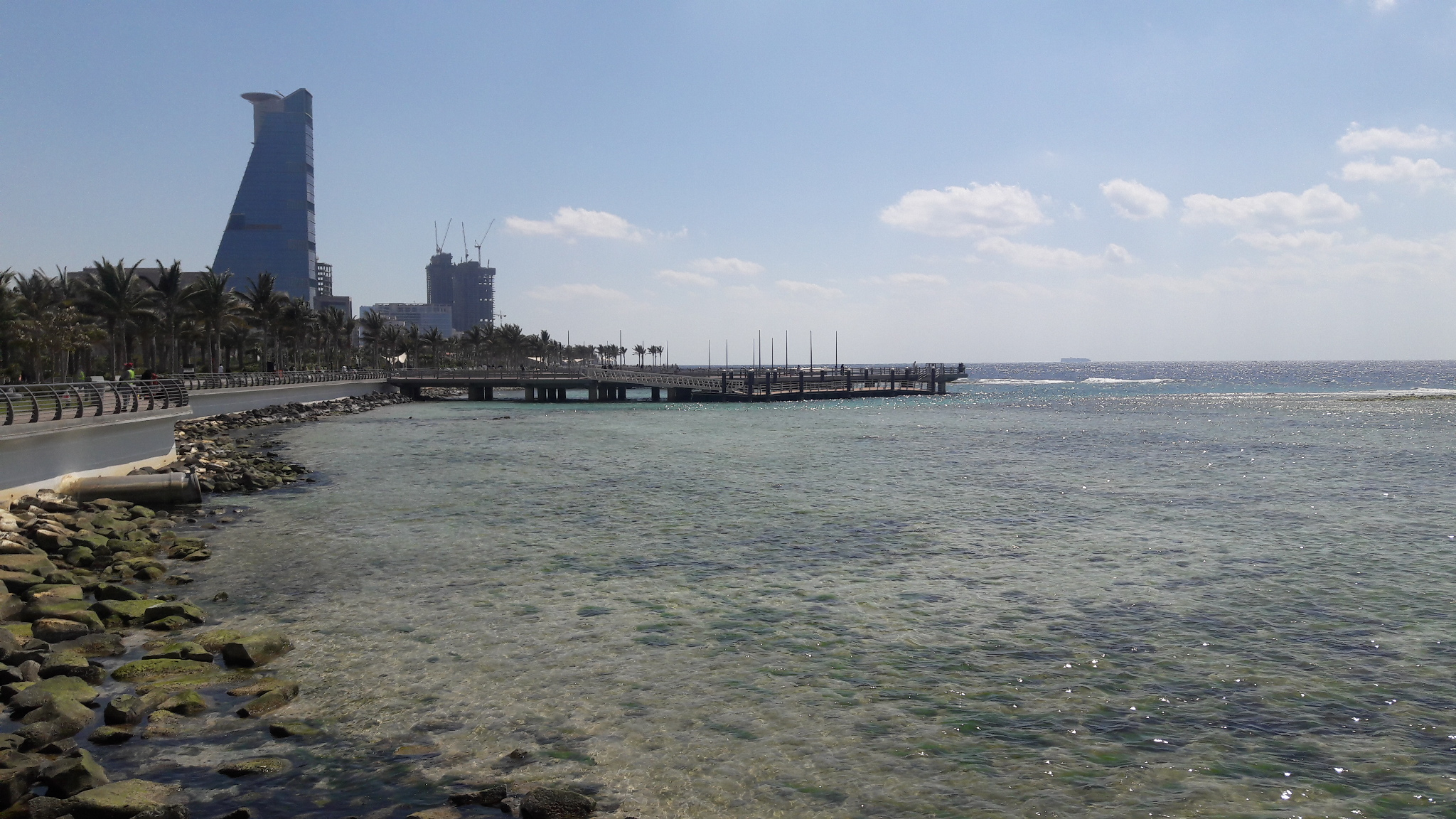
جدة
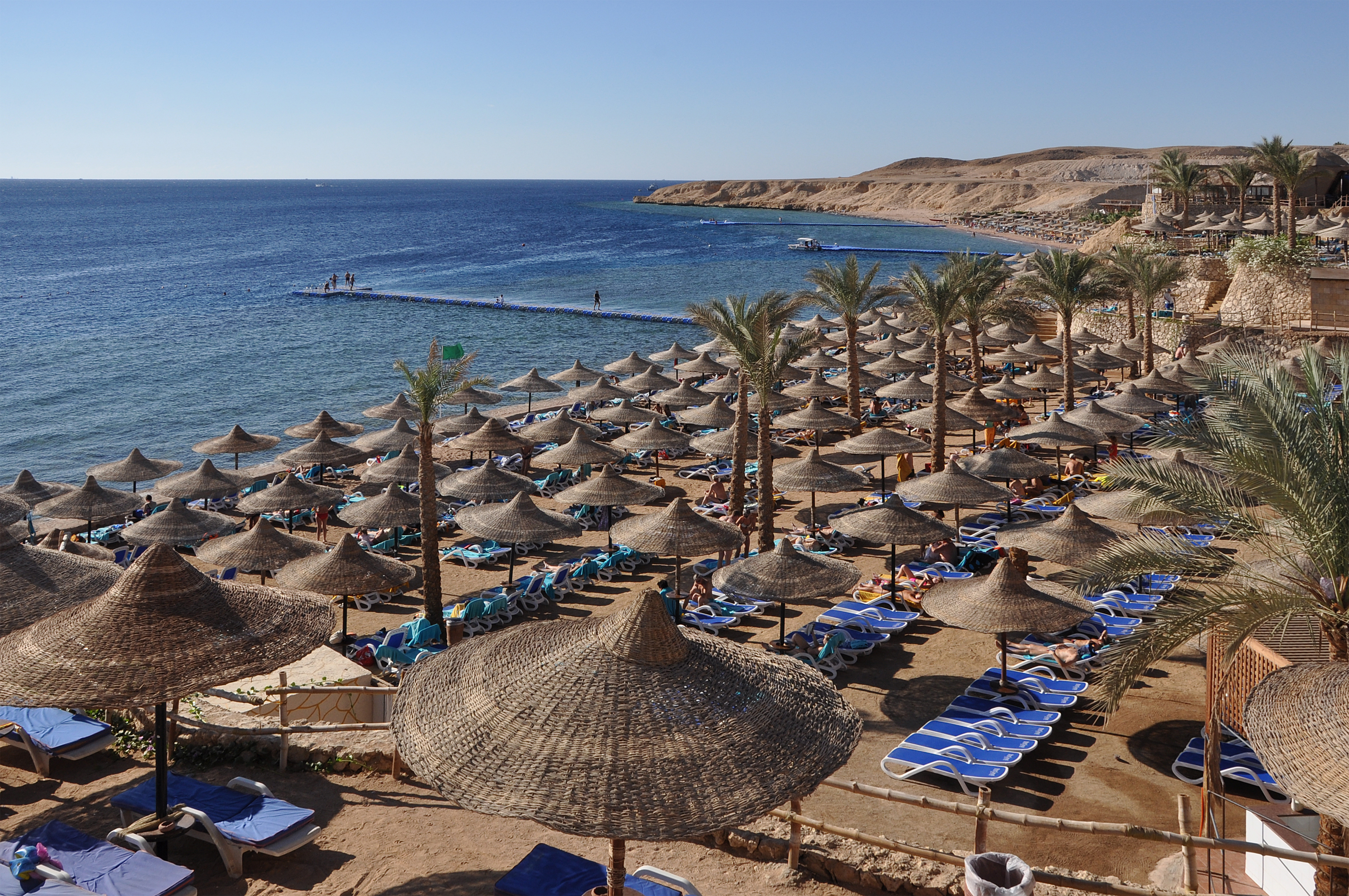
شرم الشيخ
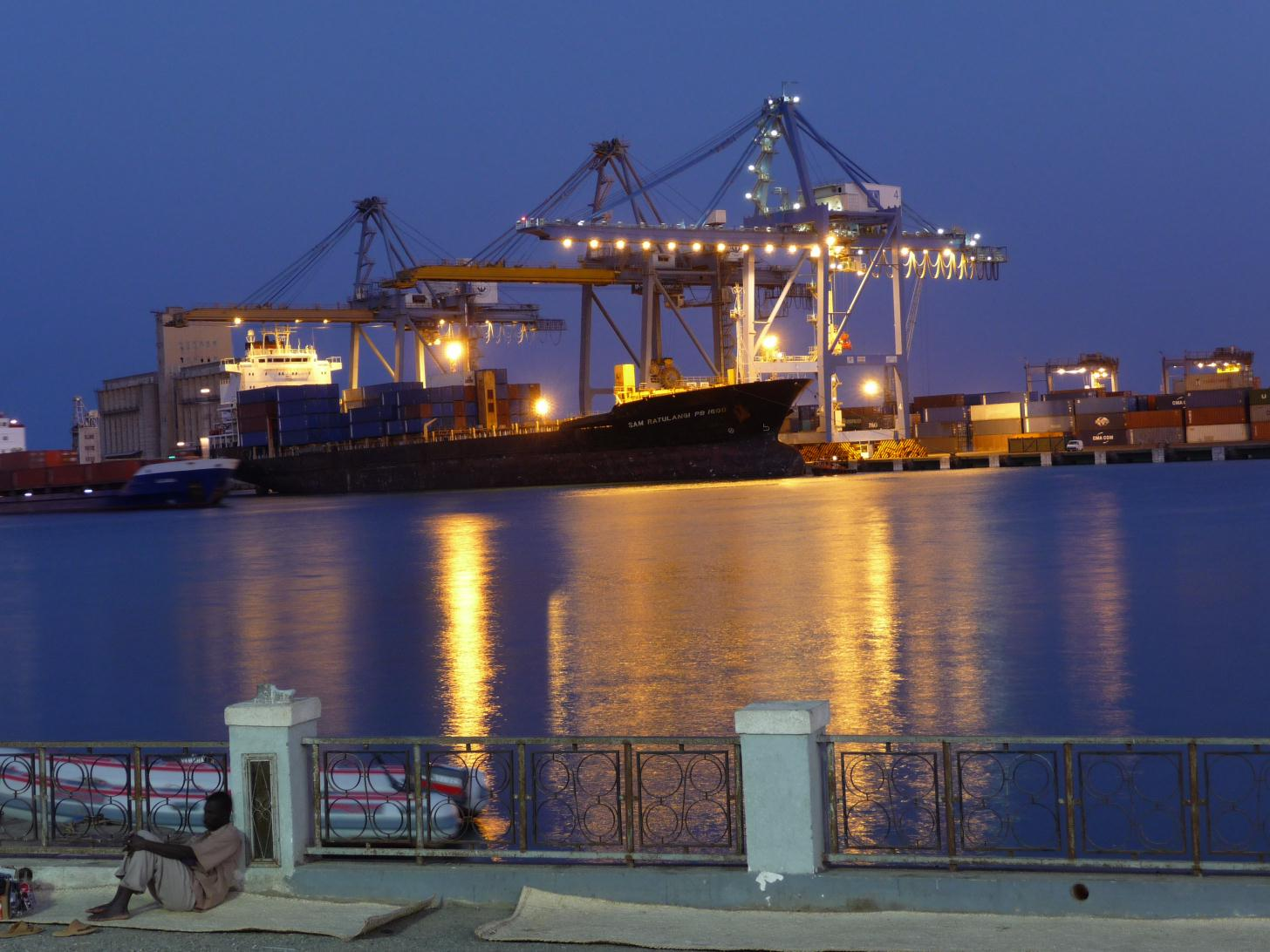
بورتسودان
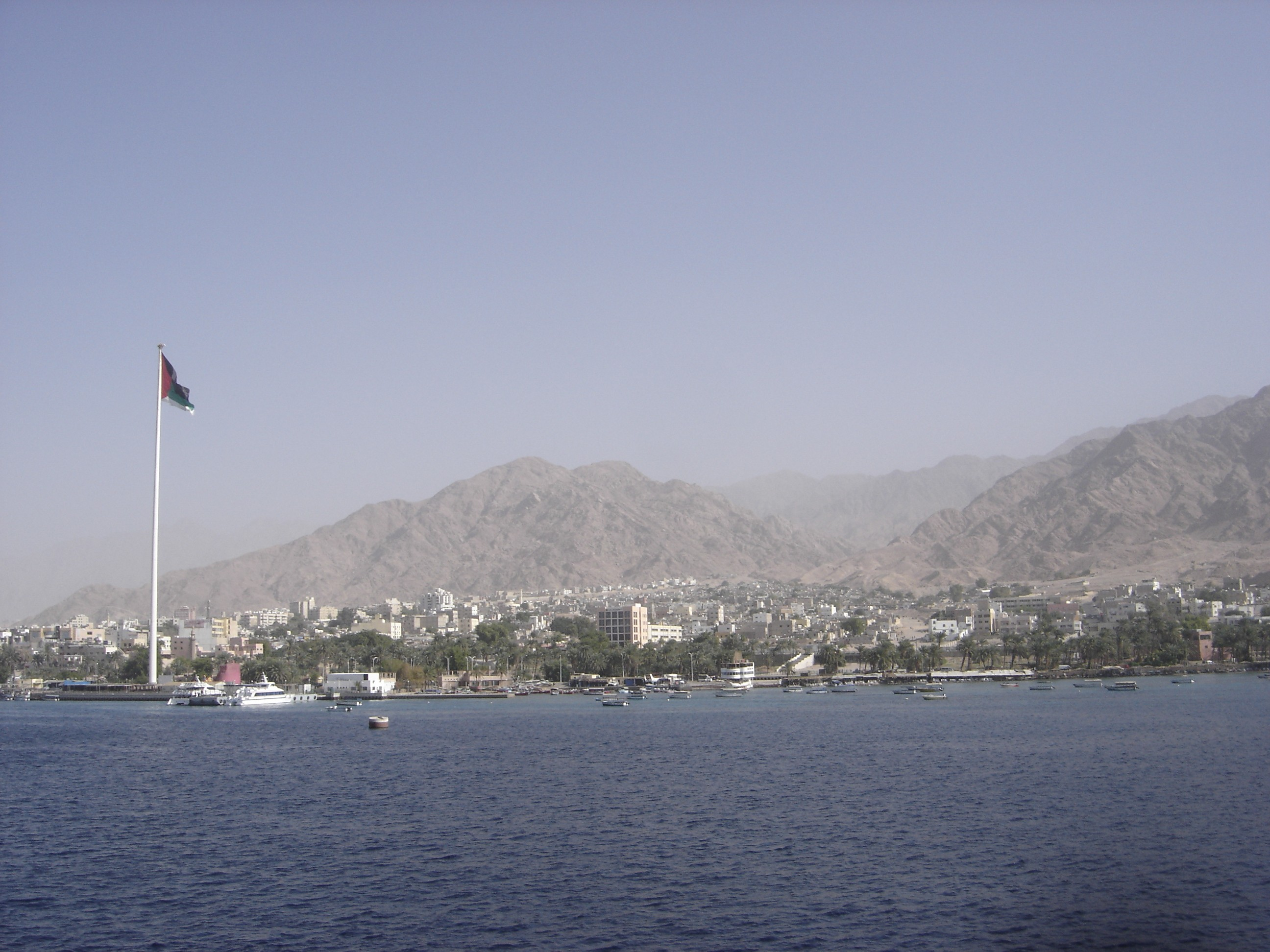
العقبة
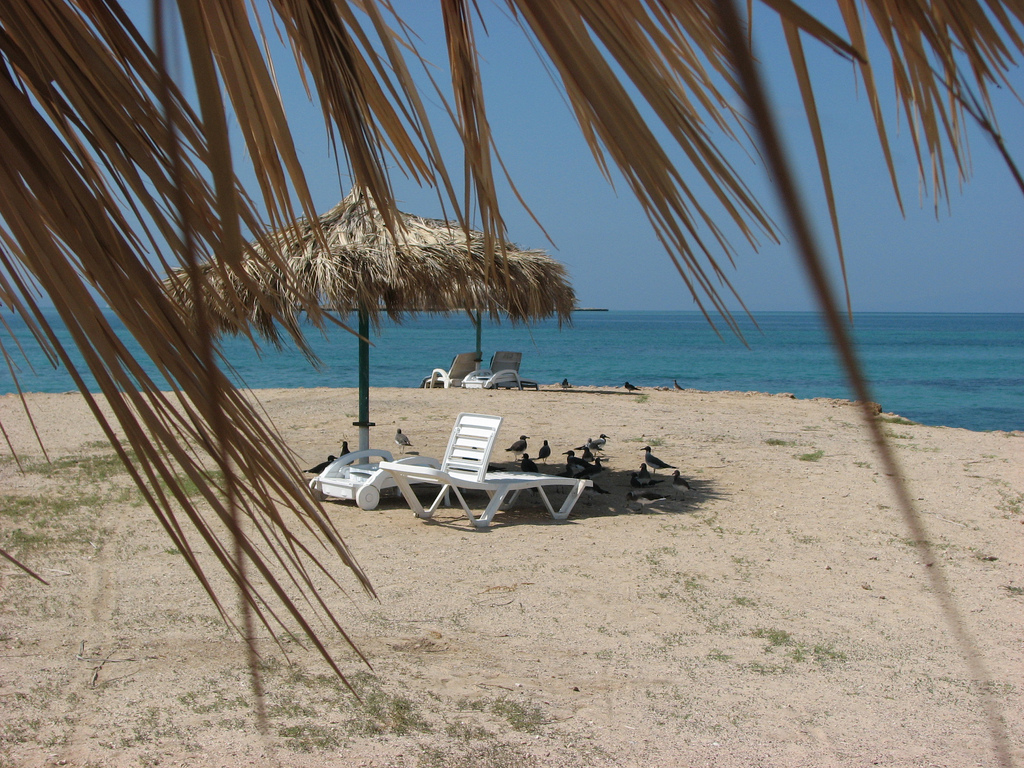
جيبوتي
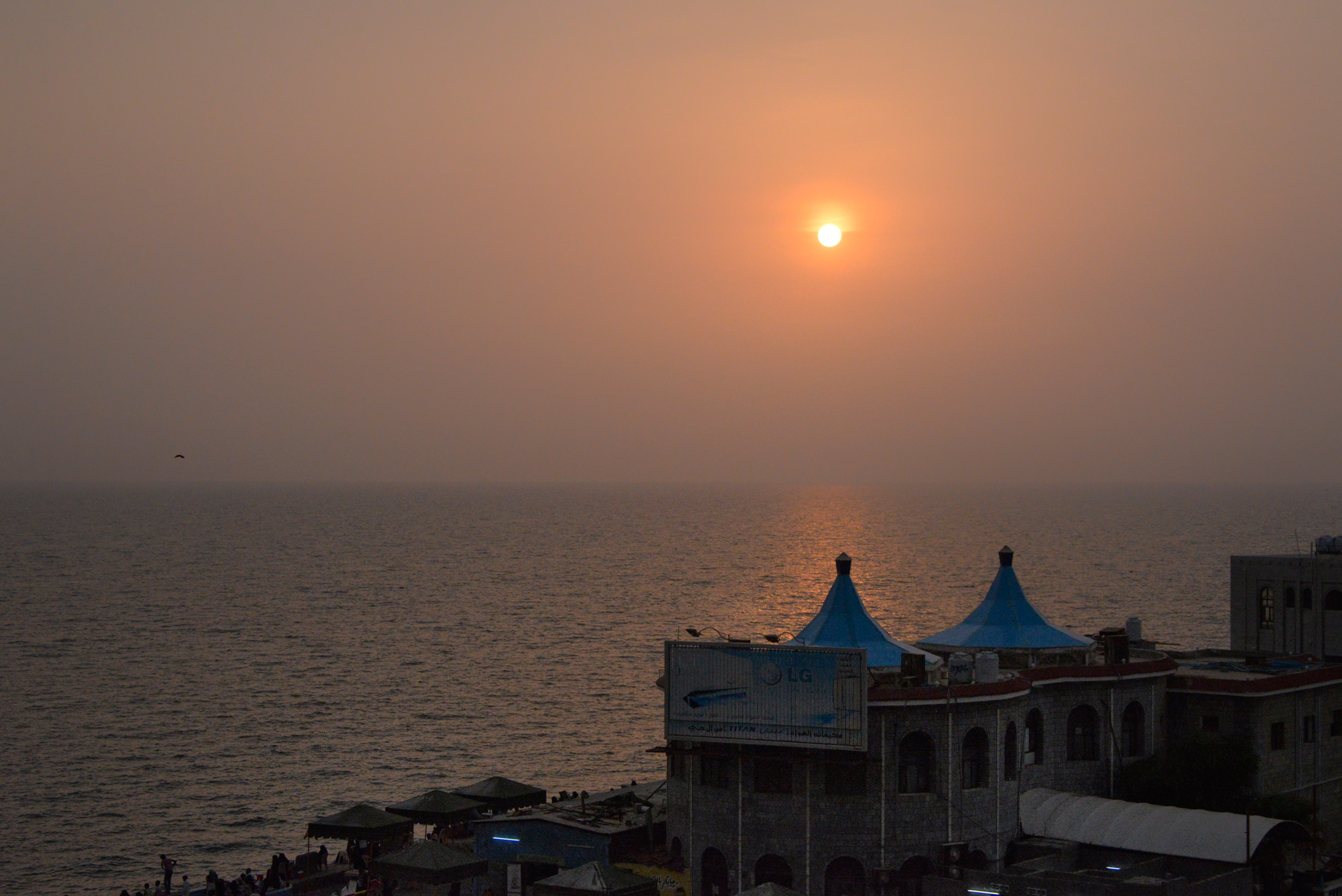
الحديدة
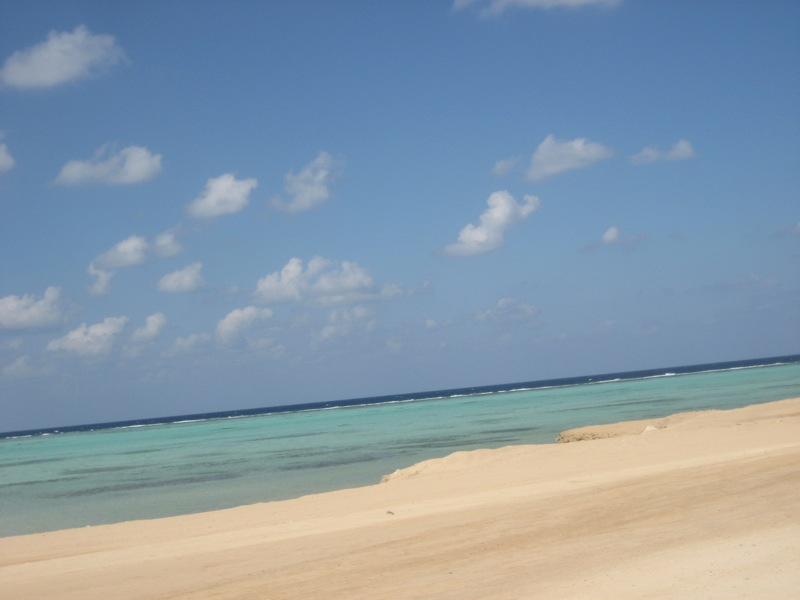
ينبع
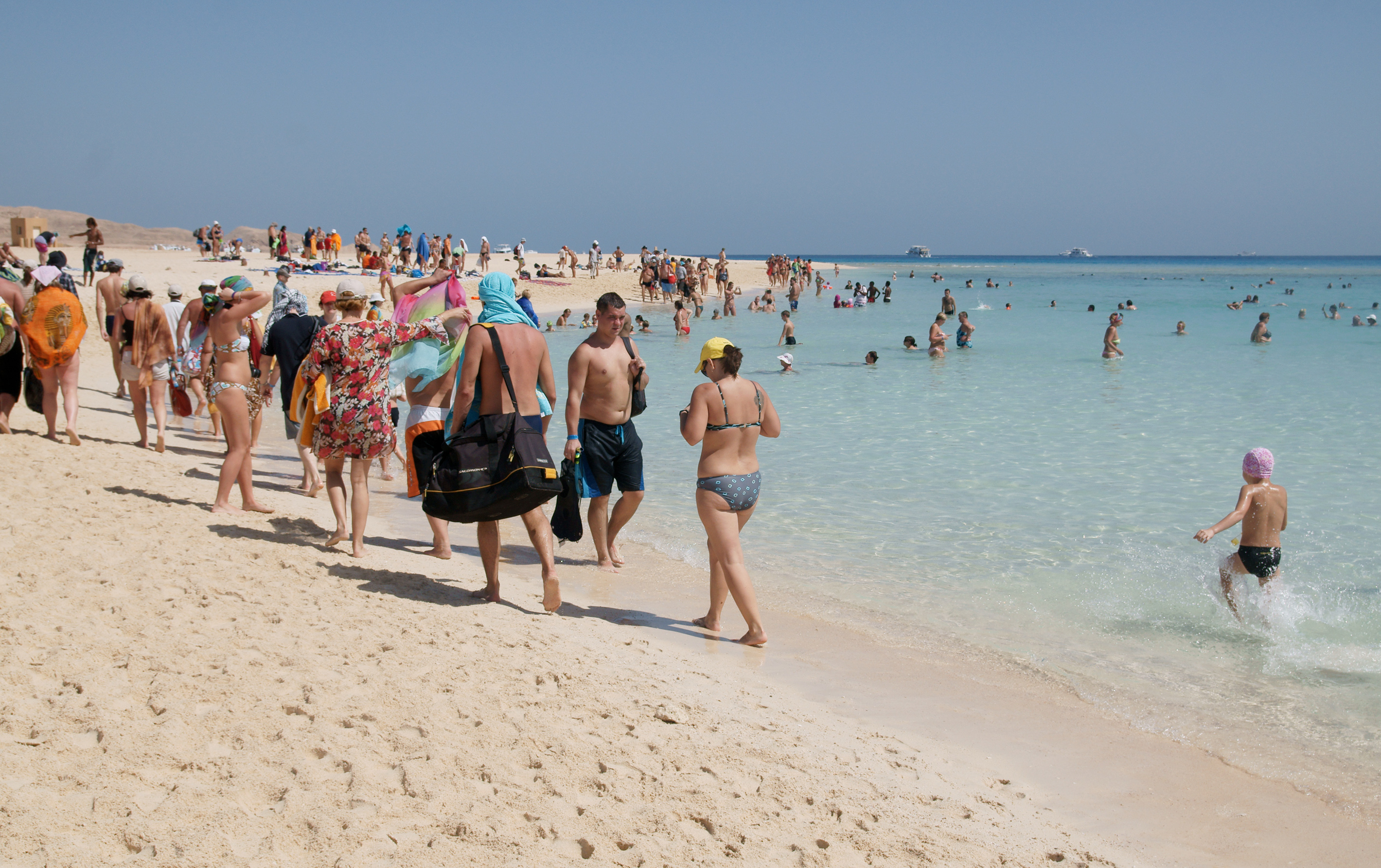
الغردقة
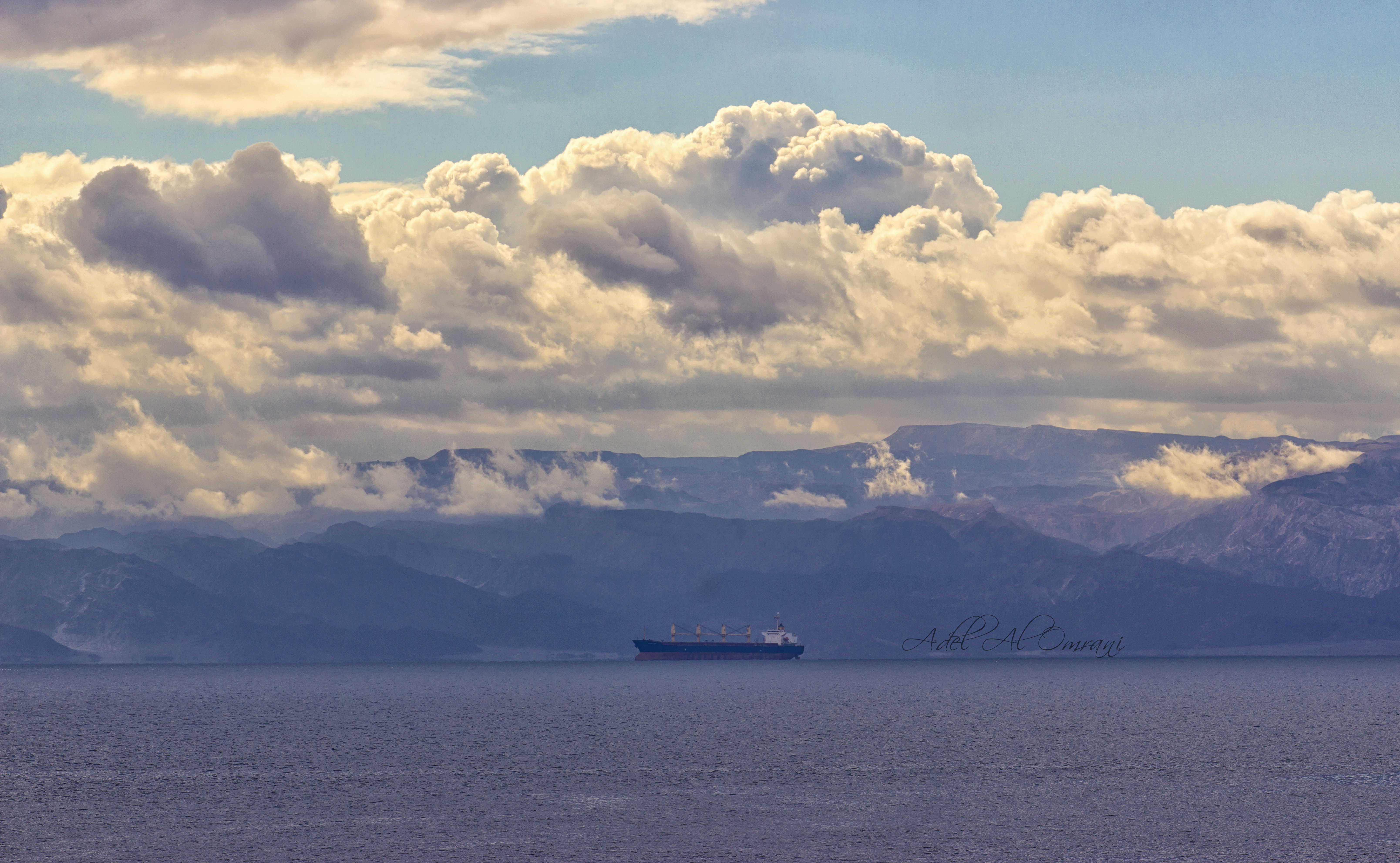
حقل
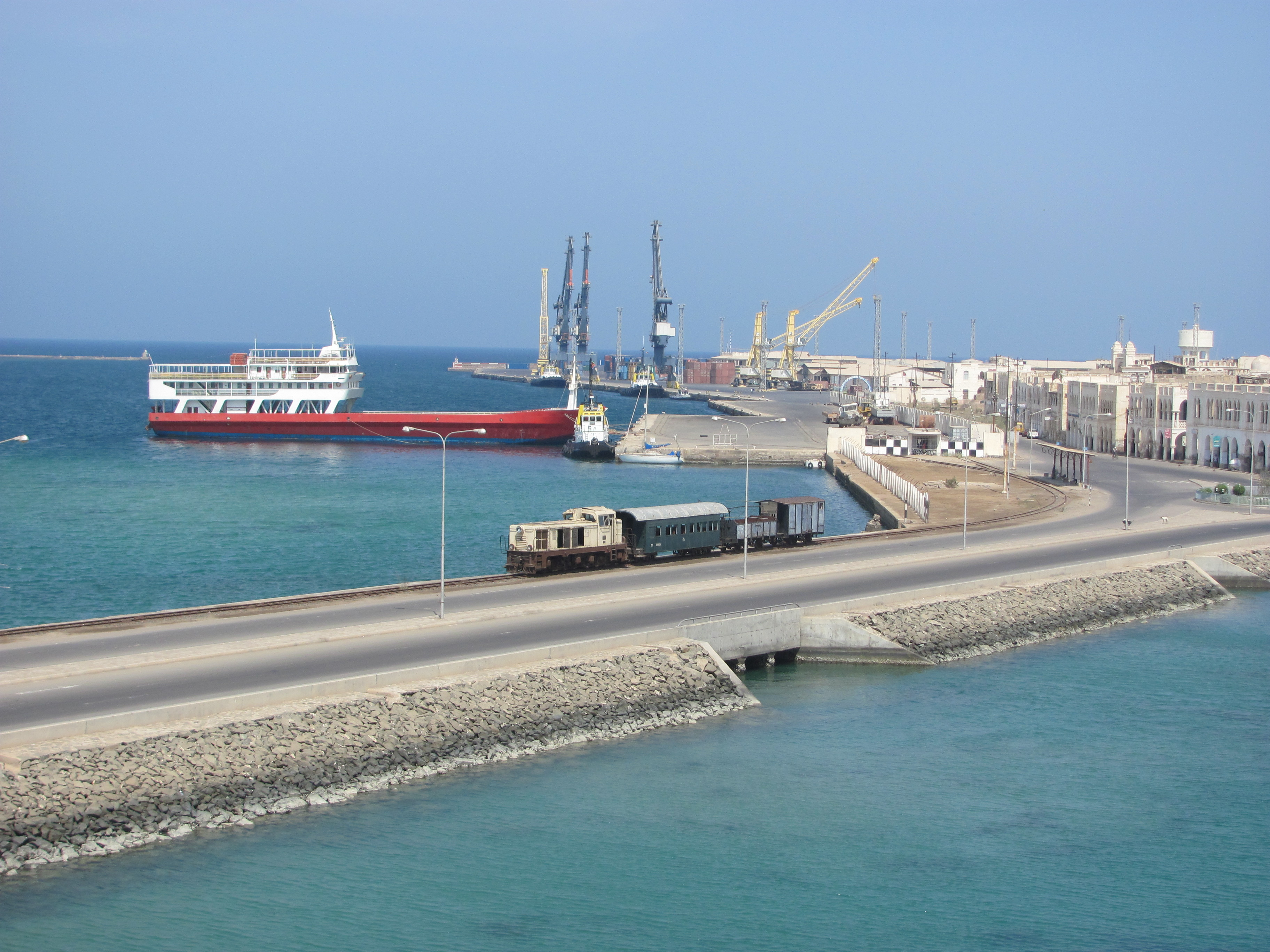
مصوع
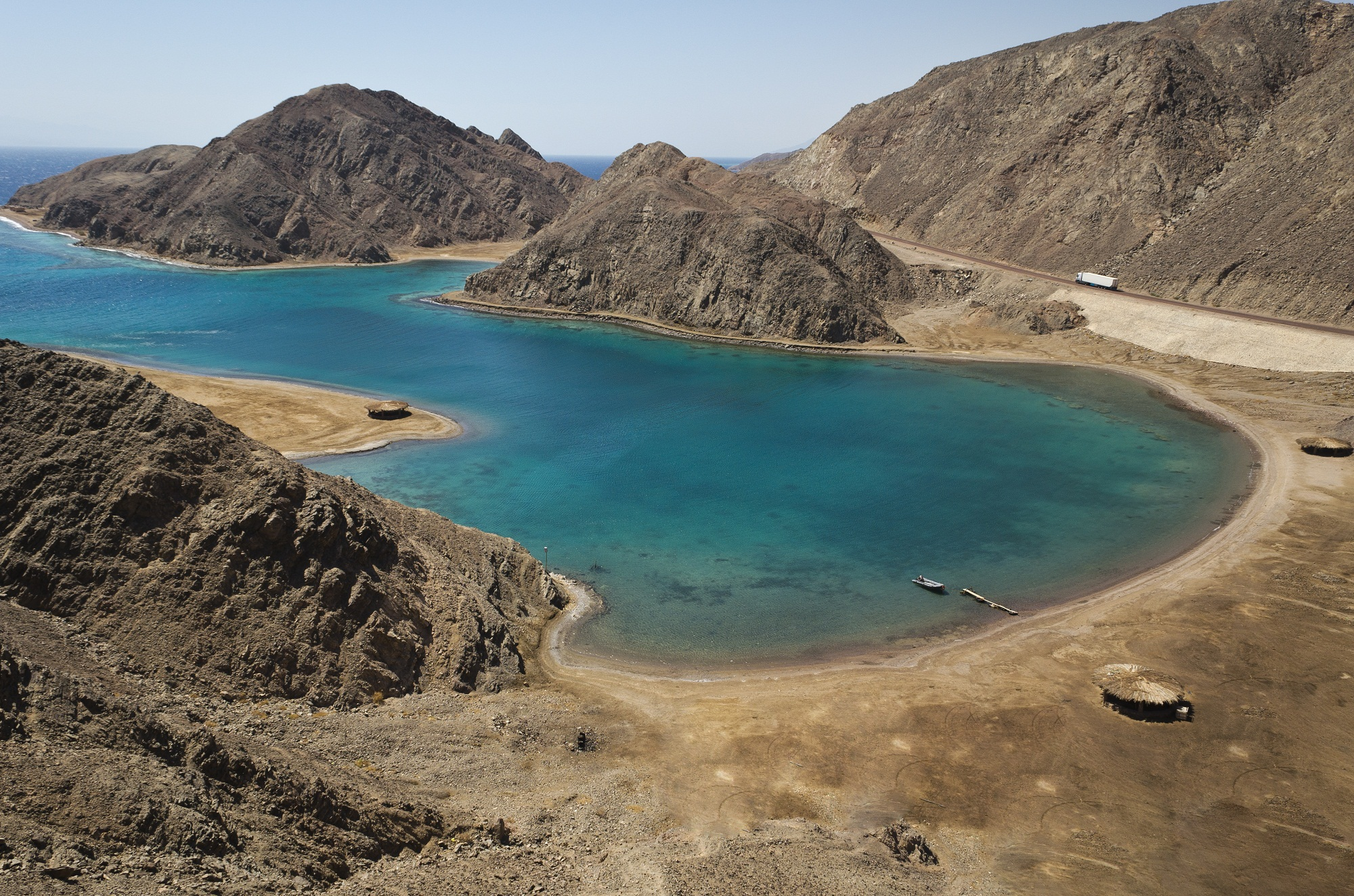
طابا
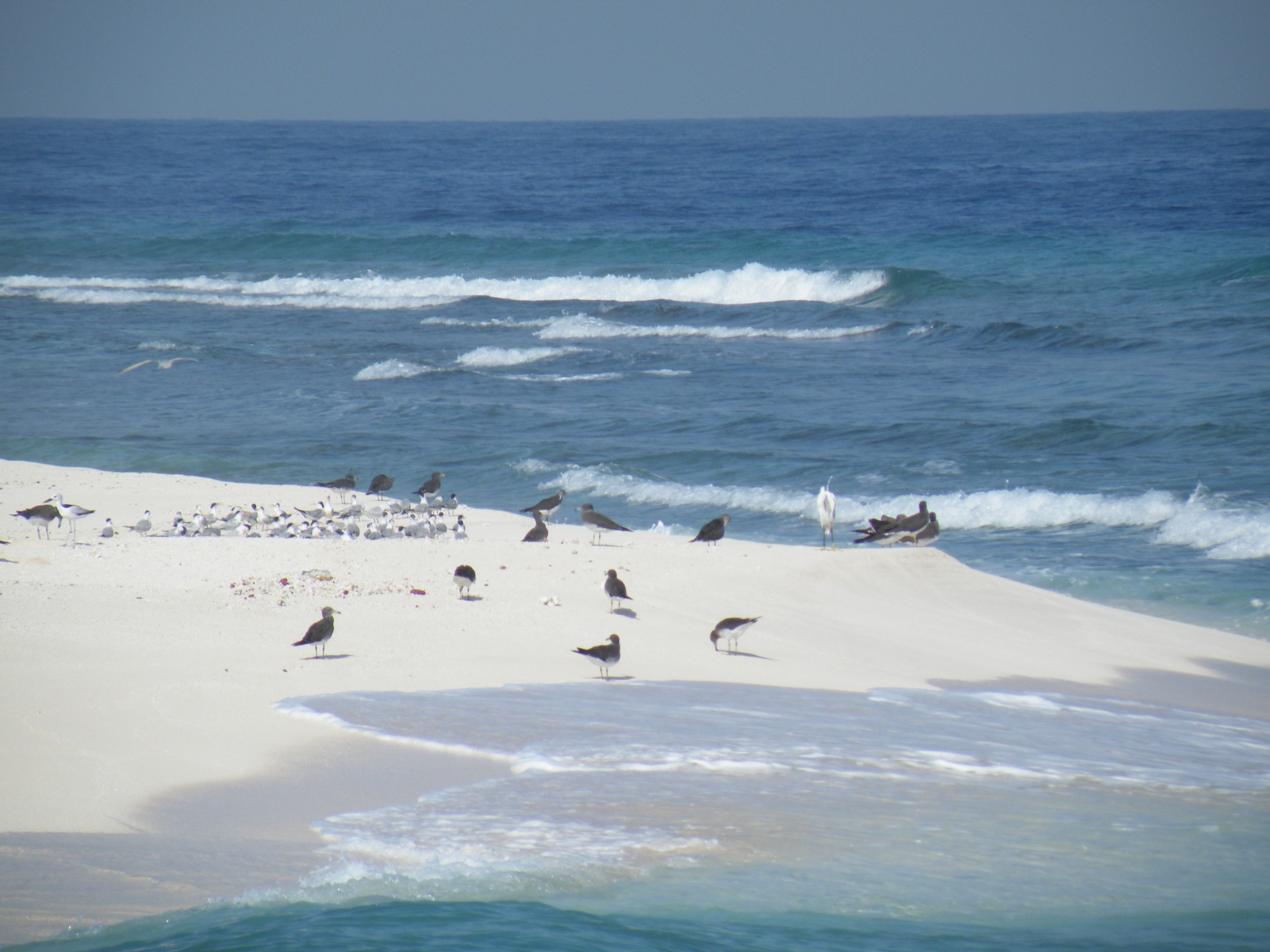
جازان
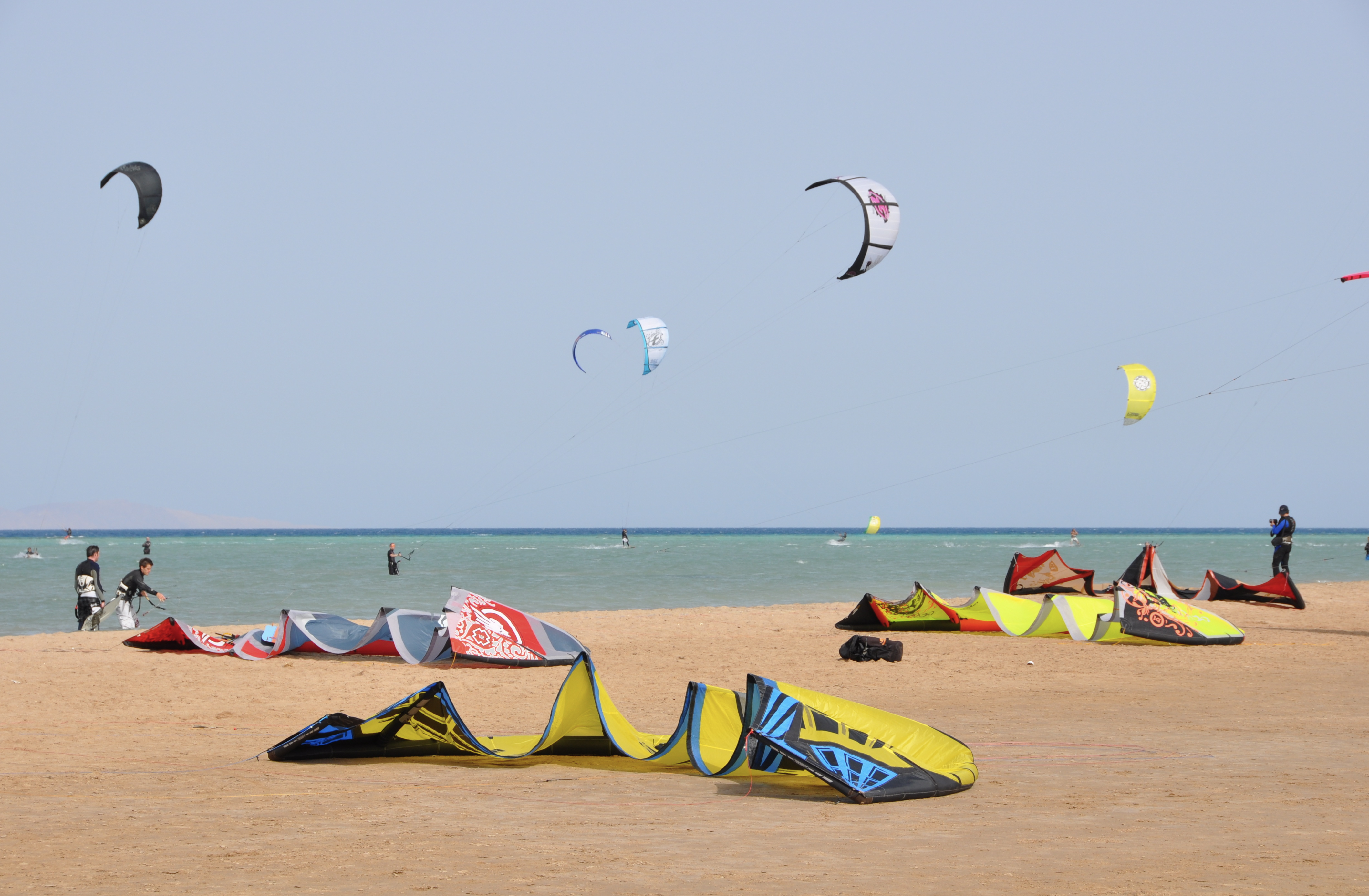
الجونة

## البلدان المطلة
البلدان المطلة هي:
| - الساحل الشرقي: - السعودية - اليمن - الساحل الغربي: - إريتريا - السودان - مصر | - الساحل الشمالي: - الأردن - إسرائيل - فلسطين - مصر - السعودية - الساحل الجنوبي: - إريتريا - جيبوتي |

## المدن والقرى
المدن والقرى الواقعة على ساحل البحر الأحمر تشمل:
| - جدة - ينبع - ضباء - الوجه - الليث - جازان - حقل - القنفذة - رابغ - بيش - الشقيق - البرك - أملج - الرايس - مستورة - القحمة - الوسقة - الرايس - المويلح - شوما - الخريبة[ ؟ ] | - قيال - مقنا - مدينة جازان الاقتصادية - عثر - ثول - مدينة الملك عبد الله الاقتصادية - مدينة البحر الأحمر - القصير - دهب - الجونة - السويس - الغردقة - مرسى علم - نويبع - سفاجا - شرم الشيخ - سوما باي - طابا - رأس غارب - رأس سدر - مثلث حلايب | - بورتسودان - سواكن - أربعات - سنقنيب - طوكر - الحديدة - كمران - المخا - عصب - حرقيقو - مصوع - العقبة - إيلات |

## عبر البحر

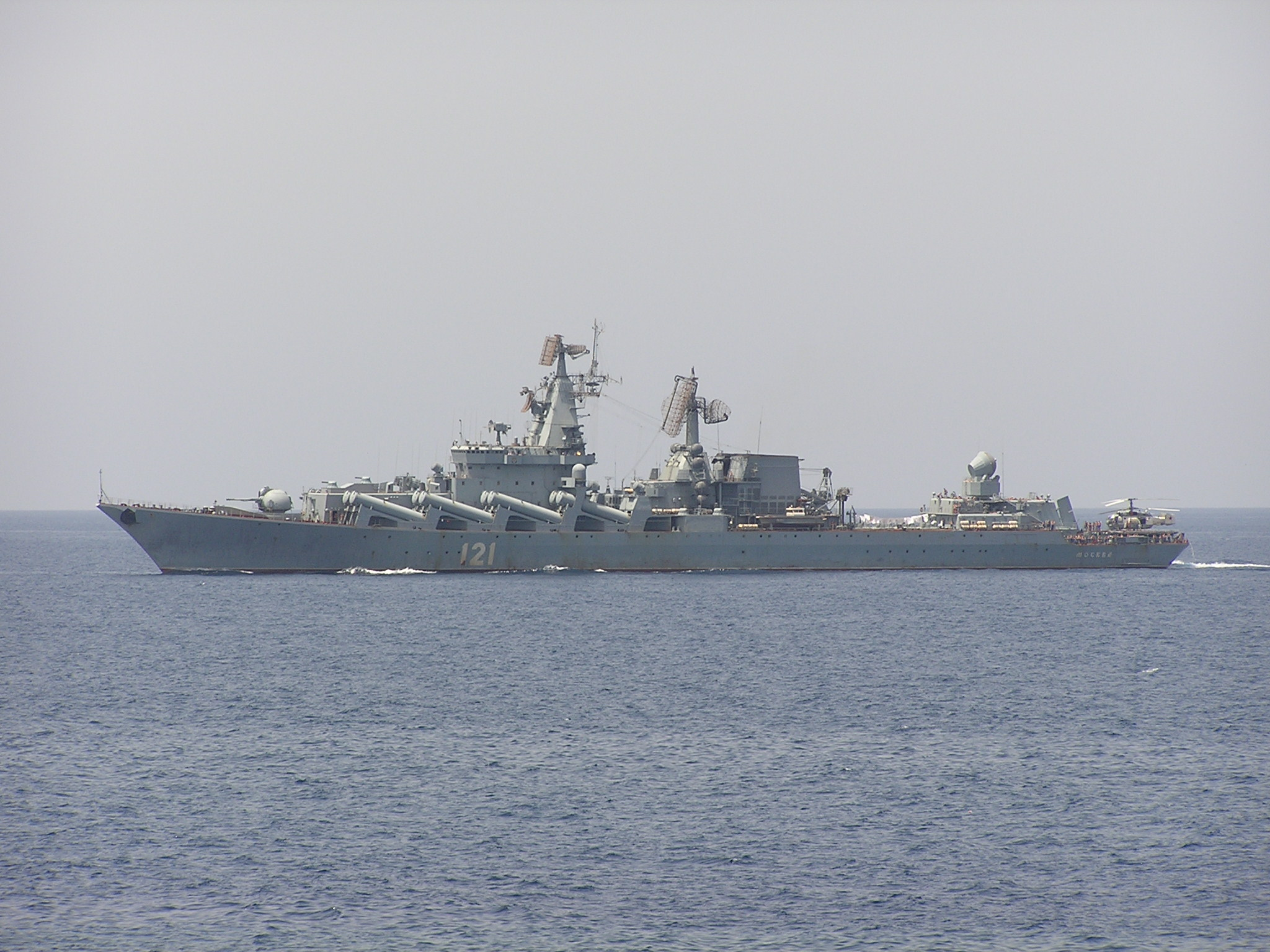
مركب عسكري روسي يحمل صواريخ موجهة في البحر الأحمر

البحر الأحمر ممر مائي مهم يصل حوض البحر الأبيض المتوسط عبر قناة السويس وخليج السويس بالمحيط الهندي عبر باب المندب. وتمر عبره الكثير من السفن البحرية لمختلف الأغراض المدنية والعسكرية كما مرت وتمر منه الكثير من الناقلات والسفن قديماً وحديثاً لعمليات الأبحاث خصوصاً تلك التي تتعلق بطبيعة البحر، ومنها:
- أرابيا فيلكس (1761-1767)
- فيتياس (1886-1889)
- فالديفيا (1898-1894)
- بولا (1897-1898) جنوب البحر الأحمر (1895-1896) – شمال البحر الأحمر
- أميراغيلو ماغناغهاي (1923-1924)
- سنيليوس (1929 –1930)
- ماباهايس (1933-1934) و (1934-1935)
- الباتروس (1948)
- مانيهيني (1849 و1952)
- كاليبسو (1955)
- أتلانتس وفيما (1958)
- كزاريفا (1961)
- ميتيور (1961)
- غلومر تشالنجر (1971)
- سونّي (1997)
- ميتيور (1999

## وصلات خارجية
- من موقع هيئة المساحة الجيولوجية السعودية